# Ильича (Пермский край)
Ильича — посёлок в Кунгурском районе Пермского края в составе Насадского сельского поселения.

## География
Находится в северной части Кунгурского района на берегу Юрманского залива Сылвы примерно в 8 километрах к северу от села Насадка и в 30-35 км к востоку от Перми.

## Климат
Климат умеренно-континентальный с продолжительной снежной зимой и коротким, умеренно-тёплым летом. Средняя температура июля составляет +17,8°С, января −15,6°С. Среднегодовая температура воздуха составляет +1,3°С. Средняя продолжительность периода с отрицательными температурами составляет 168 дней и продолжительность безморозного периода 113 дней. Среднее годовое количество осадков составляет 539 мм.

## История
Возник в конце 1940-х годов. Первоначально − Троицкий лесозаготовительный участок Комарихинского леспромхоза.

## Население
| 2010 |
| ---- |
| 143  |

Постоянное население составляло 270 человек в 2002 году (88 % русские).